# Copa Constitució 2013-2014
La Copa Constitució 2013-2014 è stata la 22ª edizione della Coppa di Andorra di calcio. Il torneo è iniziato l'11 gennaio 2014 ed è terminato il 25 maggio 2014. Il Sant Julià ha vinto il titolo per la quarta volta nella sua storia.

## Primo turno
| Squadra 1        | Risultato       | Squadra 2          |
| ---------------- | --------------- | ------------------ |
| 11 gennaio 2014  |                 |                    |
| Engordany        | 7 - 3 (dts)     | Extremenya         |
| 12 gennaio 2014  |                 |                    |
| Casa del Benfica | 3 - 3 (3-2 dcr) | Atlètic Escaldes   |
| Ordino II        | 0 - 8           | Lusitans II        |
| FS La Massana    | 3 - 5           | Rànger's           |
| Encamp II        | 3 - 2           | Jenlai             |
| Penya Encarnada  | 1 - 2           | Sant Julià II      |
| Principat II     | 0 - 3           | FC Santa Coloma II |

## Secondo turno
| Squadra 1          | Risultato   | Squadra 2          |
| ------------------ | ----------- | ------------------ |
| 26 gennaio 2014    |             |                    |
| Sant Julià II      | 1 - 8       | UE Santa Coloma II |
| Casa del Benfica   | 0 - 1 (dts) | Encamp II          |
| Engordany          | 4 - 2 (dts) | Lusitans II        |
| FC Santa Coloma II | 2 - 3       | Rànger's           |

## Terzo turno
| Squadra 1          | Risultato       | Squadra 2      |
| ------------------ | --------------- | -------------- |
| 2 febbraio 2014    |                 |                |
| Encamp II          | 3 - 2           | Principat      |
| Rànger's           | 0 - 11          | Ordino         |
| Engordany          | 3 - 1           | Inter Escaldes |
| UE Santa Coloma II | 3 - 3 (4-5 dcr) | Encamp         |

## Quarti di finale
| Squadra 1                     | Totale | Squadra 2       | Andata | Ritorno |
| ----------------------------- | ------ | --------------- | ------ | ------- |
| 9 febbraio / 16 febbraio 2014 |        |                 |        |         |
| Encamp II                     | 0 - 15 | Lusitans        | 0 - 11 | 0 - 4   |
| Engordany                     | 0 - 8  | Sant Julià      | 0 - 5  | 0 - 3   |
| Ordino                        | 1 - 5  | UE Santa Coloma | 0 - 1  | 1 - 4   |
| Encamp                        | 1 - 4  | FC Santa Coloma | 0 - 1  | 1 - 3   |

## Semifinali
| Squadra 1                  | Totale | Squadra 2       | Andata | Ritorno |
| -------------------------- | ------ | --------------- | ------ | ------- |
| 11 maggio / 18 maggio 2014 |        |                 |        |         |
| Lusitans                   | 6 - 1  | UE Santa Coloma | 4 - 0  | 2 - 1   |
| Sant Julià                 | 5 - 2  | FC Santa Coloma | 3 - 0  | 2 - 2   |

## Finale
| 25 maggio 2014 |       |          |
| Sant Julià     | 2 - 1 | Lusitans |